# Zapoljar'e Aviakompanija
La  Zapoljar'e Aviakompanija  (in russo "Заполярье" Авиакомпания?) era una compagnia aerea russa con base tecnica all'aeroporto di Noril'sk-Alykel' (ICAO: UOOW), Kraj di Krasnojarsk, in Russia.

## Strategia
La compagnia aerea effettuava i voli di linea e i voli charter passeggeri con suo hub principale all'aeroporto di Noril'sk-Alykel' nella parte asiatica della Federazione Russa. La flotta della compagnia aerea russa comprendeva gli aerei Tupolev Tu-154M.
Il 5 marzo 2011 la compagnia aerea di Noril'sk ha iniziato la procedura di bancarotta in seguito di insolvenza del debito di circa 150 milioni RUR verso la russa Soči-Avia-Invest.
Nel settembre 2010 il certificato della compagnia aerea Zapoljar'e è stato annullato dall'Ente di Aviazione Civile della Federazione Russa in seguito al rifiuto da parte degli aeroporti russi di rifornire i velivoli della Zapoljar'e.

## Flotta storica
Corto raggio
- Antonov An-2
- Antonov An-3
- Antonov An-26-100
- Tupolev Tu-134A

Medio raggio
- Tupolev Tu-154B-1/B-2/M[3]

Cargo
- Antonov An-12[4]